# Fernando Sor
Josep Ferran Sorts i Muntades (1778-1839), thường được biết đến là Fernando Sor, là nhà soạn nhạc, nghệ sĩ guitar người Tây Ban Nha.

## Tiểu sử[2]

### Xuất thân và thời thơ ấu
Fernando Sor sinh ra tại thành phố Barcelona. Không rõ ngày sinh của ông, chỉ biết ngày ông được rửa tội là ngày 14 tháng 2 năm 1778. Có thể ông sinh ra trước đó vài ngày, bởi thông lệ của ngày rửa tội là vậy. Tên thánh của ông là Joseph Fernando Macari Sors hay  José Fernando Macarurio Sors. Quê nội của ông là xứ Catalunya, một nơi rất thích chơi guitar. Cha của Fernando Sor cũng là một người chơi guitar và ông cũng thích opera Ý.
Sor theo học guitar từ nhỏ và mau chóng thành thạo. Ngoài ra, cậu bé còn hát, sáng tác ca khúc, chuyển soạn các tác phẩm, chơi violin. Thậm chí, Sor còn lập ra một hệ thống ký hiệu âm nhạc cho riêng mình.
Sor đã được định hướng sự nghiệp quân ngũ. Tuy nhiên, tài năng âm nhạc của ông là không thể phủ nhận. Chính vì vậy, ông được gửi đến học nhạc tại Tu viện Montserrat. Tại đây, ông được tiếp cận với các tác phẩm của Joseph Haydn và các nhà soạn nhạc ở ngoài Tây Ban Nha. Đây cũng là nơi Sor cho ra đời tác phẩm đầu tiên của mình. Thế nhưng, việc học phải dừng lại vì lý do tài chính sau khi cha của Sor qua đời.

### Thời thanh niên
Khoảng 17 hay 18 tuổi, Sor nhập ngũ với quân hàm trung úy. Là một sĩ quan xuất thân trong một gia đình khá giả, Sor có nhiều thời gian chú tâm đến âm nhạc, nhất là trong khoảng thời gian đầu sau khi ông nhập ngũ. Khoảng năm 1797, ông tìm thấy trong thư viện của Nhà hát Barcelona lời của một vở opera. Giai điệu của lời bài này là của Hy Lạp cổ đại. Sor quyết tâm khôi phục nó. Ngoài ra, ông cũng viết một số tác phẩm thanh nhạc và một số bản sonata cho guitar. Ông đến thủ đô Madrid và được nữ công tước Alba bảo trợ. Trong các năm 1804 đến 1808, ông làm việc tại vùng Andalusia.

### Khi trưởng thành
Vào năm 1808, quân đội của Napoléon Bonaparte tấn công Tây Ban Nha. Sor cùng với nhiều người Tây Ban Nha khác tham gia cuộc kháng chiến. Trong cuộc kháng chiến đó, ông sáng tác các bài ca ái quốc.
Tuy nhiên, sau đó, nhiều người Tây Ban Nha lại tỏ ra thân Pháp, trong đó có Sor. Sở dĩ như vậy vì họ cảm thấy thất vọng cho vị vua của nước mình. Với thái độ như vậy, Sor vùng với những người ấy đã hợp tác với chính kẻ thù cũ để có thể xây dựng chính quyền tiến bộ. Sor làm ủy viên cảnh sát tại Jerez trong hơn 2 năm và không có nhiều sáng tác trong khoảng thời gian này. Năm 1812, Napoléon thất trận, quân Pháp phải rút khỏi Tây Ban Nha. Đồng thời, vua Fernando VII của Tây Ban Nha, vị vua đương thời, đã cho bắt giữ nhiều nhà soạn nhạc Tây Ban Nha. Trong hoàn cảnh đó, Sor quyết định trốn chạy bằng cách chuyển sang Paris. Tại thành phố này, Sor chỉ là một nghệ sĩ vô danh với một phong cách mang tính chất địa phương đã lỗi thời đến tận 1 thế kỷ rưỡi. Có thể vì thế mà ông không có nhiều cơ hội thể hiện tài năng tại Paris. Cũng cần lưu ý một chi tiết trong khoảng thời gian 1812-1813, tức khoảng thời gian ông sống ở Paris, là ông đã từng kết hôn và có một người con gái với một người phụ nữ. Tuy nhiên, danh tính của người phụ nữ này không được rõ ràng, tên bà có thể là Catherine hoặc Julia.
Không tìm thấy khả năng phát triển trên đất Pháp, Sor đặt chân đến Luân Đôn. Tại một thủ đô khác của châu Âu, ông được sự giúp đỡ của một nhóm người Tây Ban Nha sống lưu vong. Mọi chuyện có vẻ tốt hơn 2 năm ở Pháp. Ông tổ chức nhiều buổi biểu diễn, thường là với guitar. Thỉnh thoảng ông biểu diễn với vai trò của một ca sĩ. Sor bắt đầu có mối quan hệ với giới quý tộc ở Anh và ông đã có những buổi biểu diễn trong trang viên của họ. Một bằng chứng nữa cho thấy mối quan hệ nói trên là Sor đề tên khá nhiều người thuộc tầng lớp đó trong các tác phẩm của mình.
Nhiều tác phẩm của ông đã xuất bản tại Anh, tiêu biểu là tập hợp 33 bản arietta bằng tiếng Ý đã gây tiếng vang cho ông. Sor cũng bắt đầu sáng tác nhiều bản nhạc cho guitar. Dù guitar không được biết đến tại Anh cho đến thế kỷ 19, Sor vẫn gây tiếng vang cho guitar, đáp ứng nhu cầu của công chúng. Sor đang cho thấy mình là một nghệ sĩ guitar tài năng.
Tuy nhiên, sẽ là không đủ nếu không kể đến thành công của Sor trong thể loại ballet với tác phẩm Cendrillon. Trong công việc với tư cách là một nhà soạn nhạc ballet, Sor có quan hệ với Félicité Hullin, một vũ công. Hai người nảy sinh tình cảm dành cho nhau. Năm 1823, Hullin sang Moskva để biểu diễn Cendrillon tại Nhà hát Bolshoi, Sor cũng đi theo. Trong chuyến đi sang Nga qua nhiều quốc gia châu Âu này, Sor đã tổ chức nhiều buổi biểu diễn trên đường đi. Sor và Hullin dừng chân trong một khoảng thời gian dài tại Paris, Berlin và Warszawa. Tại thủ đô của Đức, Sor liên hệ với nhà xuất bản Simrock và xuất bản 21 tác phẩm dành cho guitar. Khi đã đến Nga, Sor ở lại đến năm 1826 hoặc 1827 và xuất bản thêm nhiều tác phẩm dành cho guitar. Nếu tại Anh, ông nổi tiếng vì tài chơi guitar thì tại Nga, ông nổi tiếng vì các tác phẩm ballet. 3 tác phẩm ballet được biểu diễn tại thủ đô xứ bạch dương. Đây cũng chính là khoảng thời gian Sor sáng tác nhiều tác phẩm dành cho guitar. Đặc biệt, thay vì sử dụng các giai điệu của bản thân trước đây hay viết các biến tấu, Sor tập trung vào sáng tác các giai điệu mới.
Tuy nhiên, vấn đề đã nảy sinh. Có một thực tế trong thời của Sor là Tây Ban Nha và Ý là hai quốc gia duy nhất ở châu Âu cảm thấy quen thuộc với guitar. Các tác phẩm của nhà soạn nhạc Tây Ban Nha lại có những kỹ thuật khó. Chính hai điều này đã khiến ít ai có thể biểu diễn các tác phẩm của ông. Chẳng có gì ngạc nhiên khi ông than phiền rằng ông không có cảm hứng sáng tác vì có quá ít tài năng guitar. Chính vì vậy, sau khi rời khỏi Nga cùng Hullin, đặt chân đến Paris, Sor cho xuất bản các tác phẩm nói về kiến thức chơi guitar. Thêm vào đó, ông còn viết các bản song tấu trong các năm 1828-1839. Ông làm tất cả để phổ biến guitar. Nhờ vậy, các tác phẩm của ông đã được công diễn rộng rãi trong các buổi hòa nhạc. 

### Qua đời
Sự ra đi của người con gái đã khiến Sor không có cơ hội xin hồi hương để sống nốt khoảng thời gian còn lại của cuộc đời. Sor dành dạy nhạc ở Paris. Ông qua đời tại thành phố này vì lý do đau khí quản.

## Phong cách âm nhạc[2]
Fernando Sor có lẽ là người có công nhất trong việc đưa guitar từ nhạc cụ của những người hát rong lên tầm nhạc cụ chính thống. Trên con đường phát triển của mình, guitar và âm nhạc Tây Ban Nha không thể quên tên tuổi của ông. Trong một bài phê bình về Sor trên Revue Musicale trong khoảng năm 1833 hay 1834, nhà phê bình François-Joseph Fétis đã viết như thế nàyː
| “ | Mọi người đều công nhận rằng Sor đã nâng tầm ảnh hưởng của cây guitar và đưa nó đến cái đích là một nhạc cụ thật hài hòa" và "Một nhạc sĩ sâu sắc, cùng cả kinh nghiệm và sự kiên nhẫn cần thiết.bSor đóng góp cho guitar nhiều hơn bất kì ai trước đây. | ” |

Âm nhạc của Sor là thứ âm nhạc thiên về hướng cổ điển. Ông chịu ảnh hưởng lớn từ Joseph Haydn và Wolfgang Amadeus Mozart. Đối với ông, sự ảnh hưởng này lớn hơn cả sự táo bạo rất đáng chú ý của nhà soạn nhạc cùng thời với ông, Ludwig van Beethoven. Nhưng âm nhạc của Sor cũng cho thấy sự đổi mới, thoát khỏi xu hướng đương thời với tiếng nói và sự đối âm riêng. Có một đặc điểm ở âm nhạc này là tuy chủ nghĩa dân tộc là điều có thể thấy rõ trong âm nhạc đương thời, Sor lại không cho thấy nhiều tính chất Tây Ban Nha. Bằng chứng rõ nhất là ở Sor, rất ít khi người ta thấy sự xuất hiện của các điệu flamenco vốn là vũ điệu "đặc sản" của xứ đấu bò, dù người ta thấy kỹ thuật trong các tác phẩm của ông là đỉnh cao, sự hấp dẫn trong chúng là không thể bàn cãi. Chỉ khi không còn cơ hội hồi hương thì ông mới cho thấy cái chất Tây Ban Nha trong các tác phẩm của bản thân.
Có thể nói các tác phẩm của Sor có một quãng đi khá trắc trở. Đầu thế kỷ 20, nhiều tác phẩm của Sor đã bị quên lãng, nhưng cuối thế kỷ 20, chúng lại được nhớ đến bởi xu hướng guitar cổ điển trỗi dậy. Các tác phẩm khác ngoài các tác phẩm cho guitar, gồm hai bản giao hưởng, ba bản tứ tấu đàn dây và các tác phẩm nhỏ thất lac sau khi ông qua đời đều không được những nghệ sĩ biểu diễn quan tâm đến. 

## Ảnh hưởng[2]
Có thể thấy ảnh hưởng của Sor không bị nhạt nhòa theo thời gian. Bằng chứng là nhiều từ điển âm nhạc của Pháp đã nhắc đến cuộc đời và sự nghiệp của ông với những bài viết dài.

## Tưởng nhớ
Năm 1910, có một con đường ở Barcelona được đặt theo tên của ông.

## Tác phẩm
Fernando Sor đã sáng tác:
- Nhiều tiểu phẩm cho guitar
- Một vở opera
- Vở ballet Lọ lem
- Các bản giao hưởng
- Các bản tứ tấu đàn dây